# Херст (Онтарио)
Херст — небольшой город в провинции Онтарио, Канада. Входит в состав административного округа Кокран. Население — 5620 чел. (по переписи 2006 года).
Основной отраслью промышленности в городе является деревообработка и производство пиломатериалов.

## География

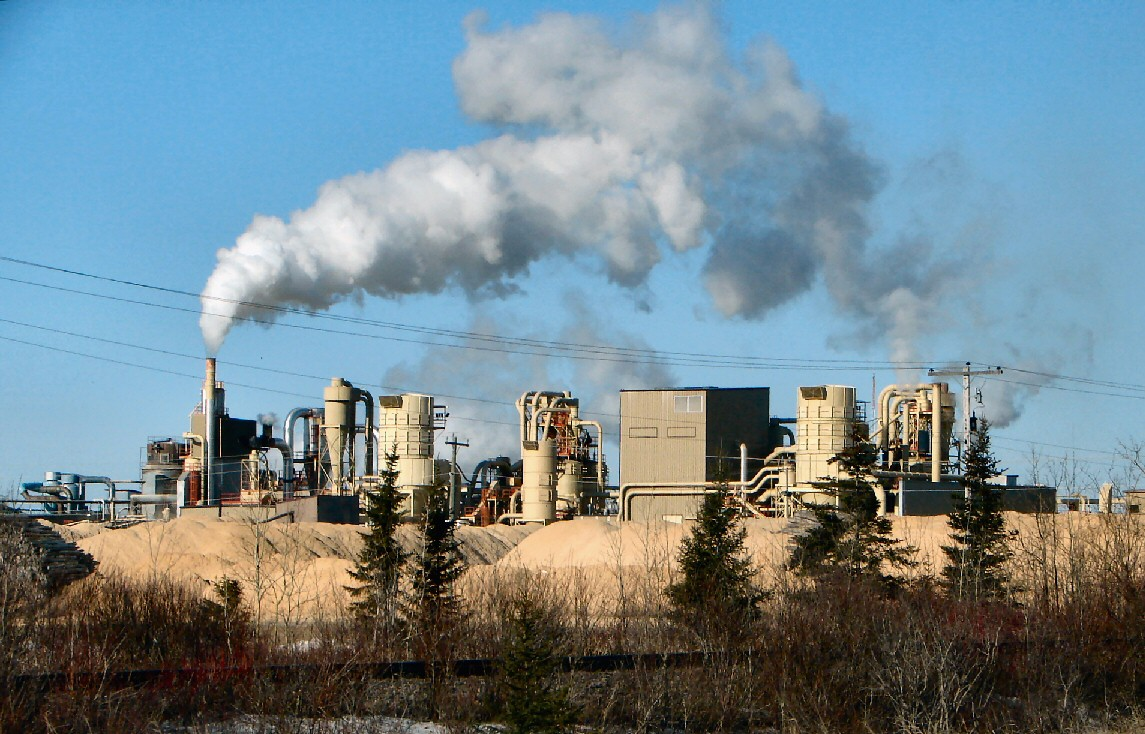
Местные заводы.

Херст расположен на юго-западе округа Кокран, почти в центре провинции Онтарио. Недалеко от города проходит граница округа Кокран с округом Алгома.
Город располагается в лесистой местности. Рельеф сформировался под воздействием ледников; топография местности объясняется воздействием ледниковых и озёрных отложений на докембрийские коренные породы.

## Население
Согласно переписи 2006 года, в Херсте проживало 5620 человек. Это на 3,5 % меньше, чем в 2001 году (5825 человек).
Из 5620 человек, проживающих в городе, 2815 — мужчины и 2800 — женщины. Средний возраст составляет 41,5 года (по сравнению с 39,0 года в среднем по Онтарио). При этом, у мужчин средний возраст составляет 40,8 года, у женщин — 42,1. Одна шестая населения не достигают возрастом 15 лет.
Всего в Херсте проживает 1635 семей. Родным языком для подавляющего большинства является французский. При этом, английским языком владеет менее 10 % населения. Помимо этого, в городе проживают финны, китайцы, греки, русские, выходцы из бывшей Чехословакии и др. народы.

### Известные люди
В Херсте родился Клод Жиру (1988), канадский хоккеист, нападающий клуба НХЛ «Оттава Сенаторз». Чемпион мира 2015 года в составе сборной Канады.

## Образование и досуг
Главным образовательным центром Херста является местный университет, формально подчинённый Лаврентийскому университету, расположенному в Большом Садбери. Также здесь есть «Коллеж Бореаль» (фр. Collège Boréal).
Помимо этого, в городе есть ряд мест для досуга и отдыха, гольф-клуб, школа по горным лыжам и др.

## Туризм
Город является популярным местом у любителей туризма, особенно зимнего. В окрестностях Херста проложено свыше 360 км качественных трасс для снегоходов. Пользуется популярностью и катание на лыжах со склонов местных гор.
Привлекают туристов различные фестивали, спортивные соревнования и чемпионаты по хоккею, кёрлингу, гонкам на снегоходах, гольфу, выставки, лошадиные бега, фестиваль юмора и другие мероприятия.

## Транспорт
До города можно добраться по Алгомской центральной железной дороге. Также в городе есть аэропорт.